# Kỹ thuật truyền thống
Kỹ thuật truyền thống, còn được gọi là kỹ thuật tuần tự, là quá trình tiếp thị, thiết kế kỹ thuật, sản xuất, thử nghiệm và sản xuất trong đó mỗi giai đoạn của quá trình phát triển được thực hiện riêng biệt và giai đoạn tiếp theo không thể bắt đầu cho đến khi giai đoạn trước kết thúc. Do đó, luồng thông tin chỉ theo một hướng và phải đến khi kết thúc chuỗi, lỗi, thay đổi và chỉnh sửa mới có thể được chuyển tiếp đến đầu chuỗi, khiến chi phí ước tính được dự đoán.
Điều này có thể gây ra nhiều vấn đề; chẳng hạn như tiêu thụ thời gian do nhiều sửa đổi được thực hiện vì mỗi giai đoạn không tính đến giai đoạn tiếp theo. Phương pháp này ngày nay hầu như không được sử dụng , vì khái niệm kỹ thuật đồng thời hiệu quả hơn.
Kỹ thuật truyền thống còn được gọi là kỹ thuật trên tường khi mỗi giai đoạn mù quáng đưa sự phát triển sang giai đoạn tiếp theo trên tường.

## Sản xuất tinh gọn
Sản xuất truyền thống đã được thúc đẩy bởi dự báo bán hàng rằng các công ty cần phải sản xuất và dự trữ hàng tồn kho để hỗ trợ. Sản xuất tinh gọn dựa trên khái niệm rằng sản xuất nên được điều khiển bởi nhu cầu và yêu cầu thực tế của khách hàng. Thay vì đẩy sản phẩm ra thị trường, nó được kéo theo nhu cầu thực tế của khách hàng.

## Các giai đoạn kỹ thuật tuần tự
1. Nghiên cứu
2. Thiết kế
3. Sản xuất
4. Kiểm soát chất lượng
5. Phân phối
6. Bán hàng

## Nhược điểm của kỹ thuật tuần tự
1. Quá trình từng bước có trật tự này sẽ mang lại quyền kiểm soát cho các dự án phức tạp nhưng rất chậm.
2. Trong thị trường cạnh tranh cao ngày nay, điều này có thể dẫn đến thất bại sản phẩm và mất doanh số.[1]